# Frederic Seebohm (historien)
Frédéric Arthur Seebohm, (23 novembre 1833 - 6 février 1912) est un historien économique britannique. Il est connu pour son travail sur la continuité entre les périodes romaine et anglo-saxonne.

## Biographie
Seebohm est né à Bradford, Yorkshire de l'Ouest. Il est le deuxième fils de Benjamin Seebohm (1798-1871) et d'Esther Wheeler (1798-1864). Benjamin Seebohm est un marchand de laine à Horton Grange, Bradford, la famille ayant déménagé en Angleterre depuis Waldeck-Pyrmont en Allemagne. Frédéric est l'arrière-petit-fils du philanthrope et quaker William Tuke, et le frère cadet du sidérurgiste et ornithologue Henry Seebohm (1832-1895). Il fait ses études à la Bootham School (une école Quaker à York).
Il devient avocat au Middle Temple de Londres en 1856. L'année suivante, il épouse Mary Ann Exton. Seebohm et sa femme s'installent à Hitchin, Hertfordshire.
Bien qu'il ait été un esprit juridique très respecté, c'est en tant qu'historien social et économique que Seebohm a vraiment fait sa marque. Notamment, son ouvrage fondateur English Village Community (publié en 1883) le place au premier rang des historiens de l'économie. Avant ce travail, l'opinion dominante soutenait que la société anglo-saxonne primitive se composait de groupes communautaires d'hommes libres détenant des terres en commun. Cependant, en raison de l'agression continuelle des dirigeants autochtones et étrangers, la communauté villageoise aurait dégénéré au fil du temps en une structure sociale plus hiérarchisée ("le Manoir"), dans laquelle les locataires, à l'origine libres, sont devenus des serfs. Cependant, l'analyse de Seebohm démontre qu'il n'y avait aucune raison satisfaisante de croire que la communauté libre ait jamais existé en Angleterre.
Dans son analyse, Seebohm souligne les similitudes entre la villa romaine et le manoir, l'implication étant que le manoir médiéval peut être expliqué comme une fusion de la villa romaine avec le système tribal germanique.
Il reçoit un doctorat honorifique en lettres (D.Litt.) de l'Université de Cambridge en mai 1902.

## Descendance
Seebohm et sa femme ont six enfants (un fils, Hugh, et cinq filles). En 1891, leur fille Juliet épouse le célèbre chirurgien Rickman Godlee (en), lui-même quaker et fils d'un avocat du Middle Temple. Seebohm est le grand-père de Frederic Seebohm, baron Seebohm (1909–1990), soldat, banquier et innovateur du travail social. Il est également l'arrière-grand-père de la biographe et animatrice Victoria Glendinning.